# Santa Llúcia d'Arcavell
Santa Llúcia d'Arcavell és una església romànica del municipi de les Valls de Valira protegida com a bé cultural d'interès local.

## Descripció
Es tracta d'una església d'una sola nau, capçada a llevant per un absis semicircular que s'obre a la nau a través d'un arc presbiteral que a l'exterior és reforçat per dos contraforts. La nau és recorreguda per una banqueta d'obra lateral al mur nord. L'absis és cobert per una volta de quart d'esfera, mentre que la coberta de la nau és esfondrada i no podem saber com era.
A la façana de ponent hi ha una finestra rectangular i a l'absis dues de doble esqueixada. Al mur de migdia hi trobem la porta adovellada en forma d'arc ultrapassat. A l'àrea del presbiteri hi ha restes de pintura mural de tipus ornamental en tons negres i vermells. És del mateix tipus que trobem en altres temples propers com Santa Coloma de la Bastida, Sant Vicenç d'Estamariu o Sant Serni de Nabiners.
El campanar d'espadanya de dos ulls, molt malmès, corona la façana principal. Davant de la façana principal hi ha dos pilars que podrien pertànyer a una estructura porticada que cobriria l'accés al temple.
L'aparell constructiu és de pedra tosca i no presenta cap tipus d'ornamentació.
Sembla procedir d'aquesta capella un retaule gòtic dedicat a santa Llúcia, pintat pel Mestre d'Estamariu i que es conserva al Museo del Prado.

## Història
De l'església de santa Llúcia no se'n coneix cap registre escrit. En altres temples de la comarca es van produir canvis d'advocacions al llarg del temps. Podria ser que aquesta església hagués estat dedica a un altre sant i per aquest motiu no es pot acabar de saber-ne la història.
Es troben notícies documentals d'aquesta església al segle xviii. En una visita del Bisbe l'any 1758 s'esmenta l'existència d'un altar dedicat a santa Llúcia dins de l'església parroquial, però no es parla de cap temple sota aquesta advocació.
La seva ubicació quedava allunyada de cap nucli habitat però propera a les terres de conreu i bordes de muntanya: potser aquest temple devia donar servei religiós als veïns d'Arcavell desplaçats en èpoques de màxima activitat agrària.